# جورجينيو (لاعب كرة قدم مواليد 1979)
جورجي لويز دي أموريم سيلفا (5 سبتمبر 1979 في البرازيل – )؛ هو لاعب كرة قدم سابق كان يلعب كمهاجم.

## وصلات خارجية
- جورجي لويز دي أموريم سيلفا على موقع رابطة كرة القدم اليابانية للمحترفين (اليابانية)